# Domkyrkotunna
Domkyrkotunna kallades den skatt som stiften betalade in natura (varor, förnödenheter o.s.v) till domkyrkorna. I de flesta fall rörde det sig om en tunna spannmål från varje tiondebod. Senare kom den att omsättas i pengar och ingå till statsverket, som genom landränterierna lämnade domkyrkorna kontant ersättning (kunglig förordning 23 juli 1869; kunglig kungörelse 5 oktober 1871).
Spannmålen skulle tas emot av domkyrkosysslomannen, som skulle låta försälja den på lämplig tid till domkyrkans bästa. Domkyrkotunnan blev ersättning för de inkomster av gods och tionde, som domkyrkorna gick miste om genom Gustav Vasas reduktion. Den behövde inte betalas till Lunds domkyrka, vars gods och tionde den danska reformationen lämnat orörda. Eftersom Härnösands stift fortsatte att betala in denna avgift till Uppsala domkyrka, kom Härnösands domkyrka att sakna den, varemot denna i likhet med sockenkyrkor uppbar byggnadssäd (en förhöjning däri beviljades densamma av riksdagen 1856-1858).
Skara domkyrka åtnjöt inte domkyrkotunna från alla delar av stiftet. Anledningen därtill är följande: Då hertig Karl under de liturgiska stridigheterna drog Dal, Värmland, Vadsbo och Valla härad, undan den liturgiske biskopen i Skara och tillsatte en superintendent över dem i Mariestad, blev denna stads kyrka då domkyrka med rätt till tunnorna.
Trots att superintendentens säte 1647 flyttades till Karlstad, och Valla och Vadsbo härad 1658 återförenades med Skara stift, behöll Mariestads kyrka ändå domkyrkotunnan från dessa härad, och figurerade i kronoräkenskaperna som domkyrka. Också Mo härad i Småland, som tillhörde Skara stift, erlade domkyrkotunnan till annan domkyrka, nämligen Göteborgs, som däremot inte åtnjöt sådan från Halland och Bohuslän, fastän domkyrkotunnan inte utdrogs ifrån de forna dansk-norska provinserna.